# Кая Канепі
Кая Канепі (ест. Kaia Kanepi) — естонська професійна тенісистка.
Кая Канепі перша естонська тенісистка, яка потрапила у чвертьфінал турніру Великого шолому, а також перебували у першій двадцятці світового рейтингу.
Сильною стороною гри Канепі є потужна гра з відскоку та одна з найсильніших подач серед дівчат (170—180 км/год). Здебільшого вона подає в кути, однак іноді застосовує подачу в корпус. Кая любить приймати подачу бекхендом і відповідно вибирає свою позицію. Втім, форхендом вона теж приймає непогано. Канепі віддає перевагу швидким розиграшам, але при потребі може грати довгі обміни ударами із задньої лінії. Загалом, її можна характеризувати як агресивного гравця задньої лінії. Недоліком гри Каї є нестабільність першої подачі.

## Фінали турнірів WTA

### Одиночний розряд: 8 (4–4)
| Легенда                             |
| ----------------------------------- |
| Турніри Великого шолома (0–0)       |
| Турніри WTA Tour (0–0)              |
| Premier Mandatory & Premier 5 (0–0) |
| Premier (2–1)                       |
| International (2–3)                 |

| Фінали за покриттям |
| ------------------- |
| Тверде (1–4)        |
| Ґрунт (3–0)         |
| Трава (0–0)         |
| Килим (0–0)         |

| Результат | Ранг | Дата             | Турнір                                                         | Покриття   | Опонент              | Рахунок            |
| --------- | ---- | ---------------- | -------------------------------------------------------------- | ---------- | -------------------- | ------------------ |
| Поразка   | 1.   | 5 листопада 2006 | Gaz de France Stars, Hasselt, Бельгія                          | Тверде (i) | Кім Клейстерс        | 3–6, 6–3, 4–6      |
| Поразка   | 2.   | 5 жовтня 2008    | Japan Open Tennis Championships, Tokyo, Японія                 | Тверде     | Каролін Возняцкі     | 2–6, 6–3, 1–6      |
| Перемога  | 1.   | 18 липня 2010    | Internazionali Femminili di Tennis di Palermo, Palermo, Італія | Ґрунт      | Флавія Пеннетта      | 6–4, 6–3           |
| Поразка   | 3.   | 23 жовтня 2011   | Кубок Кремля, Moscow, Росія                                    | Тверде (i) | Домініка Цібулкова   | 6–3, 6–7(1–7), 5–7 |
| Перемога  | 2.   | 7 січня 2012     | Brisbane International, Brisbane, Австралія                    | Тверде     | Даніела Гантухова    | 6–2, 6–1           |
| Перемога  | 3.   | 5 травня 2012    | Estoril Open, Estoril, Португалія                              | Ґрунт      | Карла Суарес Наварро | 3–6, 7–6(8–6), 6–4 |
| Поразка   | 4.   | 23 вересня 2012  | Hansol Korea Open Tennis Championships, Seoul, Південна Корея  | Тверде     | Caroline Wozniacki   | 1–6, 0–6           |
| Перемога  | 4.   | 25 травня 2013   | Brussels Open, Brussels, Бельгія                               | Ґрунт      | Пен Шуай             | 6–2, 7–5           |

### Парний розряд: 1 (0–1)
| Легенда                             |
| ----------------------------------- |
| Турніри Великого шолома (0–0)       |
| Турніри WTA Tour (0–0)              |
| Premier Mandatory & Premier 5 (0–0) |
| Premier (0–0)                       |
| International (0–1)                 |

| Фінали за покриттям |
| ------------------- |
| Тверде (0–1)        |
| Ґрунт (0–0)         |
| Трава (0–0)         |
| Килим (0–0)         |

| Результат | Ранг | Дата           | Турнір                                 | Покриття | Партнер         | Опоненти                         | Рахунок          |
| --------- | ---- | -------------- | -------------------------------------- | -------- | --------------- | -------------------------------- | ---------------- |
| Поразка   | 1.   | 15 квітня 2012 | Danish Open (теніс), Copenhagen, Данія | Тверде   | Софія Арвідссон | Дате-Крумм Кіміко Фудзівара Ріка | 2–6, 6–4, [5–10] |

## Фінали ITF

### Одиночний розряд: 20 (14–6)
| Легенда                 |
| ----------------------- |
| Турніри $100,000        |
| $75,000/Турніри $80,000 |
| $50,000/Турніри $60,000 |
| Турніри $25,000         |
| $10,000/Турніри $15,000 |

| Фінали за покриттям |
| ------------------- |
| Тверде (2–1)        |
| Ґрунт (12–5)        |
| Трава (0–0)         |
| Килим (0–0)         |

| Результат | Ранг | Дата             | Категорія  | Турнір                      | Покриття   | Опонент                          | Рахунок                 |
| --------- | ---- | ---------------- | ---------- | --------------------------- | ---------- | -------------------------------- | ----------------------- |
| Поразка   | 1.   | 4 липня 1999     | $10,000    | Таллінн, Естонія            | Ґрунт      | Запорожанова Ганна Олександрівна | 3–6 3–6                 |
| Перемога  | 1.   | 25 червня 2000   | $10,000    | Таллінн, Естонія            | Ґрунт      | Маргіт Рйтель                    | 6–1, 6–2                |
| Перемога  | 2.   | 17 червня 2001   | $25,000    | Таллінн, Естонія            | Ґрунт      | Ľubomíra Kurhajcová              | 7–6(4) 6–3              |
| Поразка   | 2.   | 22 липня 2001    | $50,000    | Модена, Італія              | Ґрунт      | Maja Matevžič                    | 5–7 6–7(5)              |
| Поразка   | 3.   | 29 липня 2001    | $50,000    | Еттенгайм, Німеччина        | Ґрунт      | Maja Matevžič                    | 2–6 3–6                 |
| Перемога  | 3.   | 8 червня 2003    | $25,000    | Галатіна, Італія            | Ґрунт      | Марія Хосе Мартінес Санчес       | 6–3 6–3                 |
| Перемога  | 4.   | 8 вересня 2003   | $25,000    | Турин, Італія               | Ґрунт      | Mervana Jugić-Salkić             | 6–3 6–3                 |
| Runner–up | 4.   | 12 жовтня 2003   | $25,000    | Жуе-ле-Тур, Франція         | Тверде (i) | Dally Randriantefy               | 5–7 4–6                 |
| Перемога  | 5.   | 15 лютого 2004   | $25,000    | Sunderland, Велика Британія | Тверде (i) | Чакветадзе Анна Джамбулілівна    | 7–6(5) 6–0              |
| Перемога  | 6.   | 3 липня 2005     | $75,000    | Фано, Італія                | Ґрунт      | Melinda Czink                    | 3–6 6–1 7–5             |
| Runner–up | 5.   | 17 грудня 2005   | $75,000+H  | Дубай (місто), ОАЕ          | Ґрунт      | Маріон Бартолі                   | 2–6 0–6                 |
| Перемога  | 7.   | 2 травня 2010    | $100,000+H | Кань-сюр-Мер, Франція       | Ґрунт      | Maša Zec Peškirič                | 6–3 6–2                 |
| Перемога  | 8.   | 16 травня 2010   | $50,000+H  | Saint-Gaudens, Франція      | Ґрунт      | Чжан Шуай                        | 6–2, 7–5                |
| Runner–up | 6.   | 6 липня 2014     | $100,000   | Контрексевіль, Франція      | Ґрунт      | Ірина-Камелія Бегу               | 3–6 4–6                 |
| Перемога  | 9.   | 12 липня 2014    | $100,000   | Біарріц, Франція            | Ґрунт      | Тельяна Перейра                  | 6–2 6–4                 |
| Перемога  | 10.  | 19 грудня 2015   | $25,000    | Бангкок, Таїланд            | Тверде     | Патті Шнідер                     | 6–3 6–3                 |
| Перемога  | 11.  | 10 червня 2017   | $25,000    | Ессен, Німеччина            | Ґрунт      | Patty Schnyder                   | 3–6, 7–6(7–5), 2–0 ret. |
| Перемога  | 12.  | 29 липня 2017    | $15,000    | Пярну, Естонія              | Ґрунт      | Polina Golubovskaya              | 6–1, 6–0                |
| Перемога  | 13.  | 5 листопада 2017 | $25,000    | Нант, Франція               | Тверде (i) | Рішель Гогеркамп                 | 6–3, 6–4                |
| Перемога  | 14.  | 10 червня 2018   | $60,000    | Брешія, Італія              | Ґрунт      | Martina Trevisan                 | 6–4, 6–3                |

### Парний розряд: 3 (2–1)
| Результат | Ранг | Дата           | Турнір                  | Покриття   | Партнер         | Опоненти                             | Рахунок      |
| --------- | ---- | -------------- | ----------------------- | ---------- | --------------- | ------------------------------------ | ------------ |
| Поразка   | 1.   | 25 червня 2000 | Таллінн, Естонія        | Ґрунт      | Scarlett Werner | Agata Kurowska Марія Вольфбрандт     | 6–7(5–7) 4–6 |
| Перемога  | 1.   | 12 жовтня 2003 | Джерсі, Велика Британія | Тверде (i) | Софія Арвідссон | Yvonne Meusburger Hanna Nooni        | 6–3, 7–5     |
| Перемога  | 2.   | 9 липня 2007   | Б'єлла, Італія          | Ґрунт      | Марет Ані       | Mervana Jugić-Salkić Рената Ворачова | 6-4, 6-1     |

## Виступи у турнірах Великого шолома

### Одиночний розряд
| Турнір                                         | Тур WTA 2002 | Тур WTA 2003 | Тур WTA 2004 | Тур WTA 2005 | Тур WTA 2006 | Тур WTA 2007 | Тур WTA 2008 | Тур WTA 2009 | Тур WTA 2010 | Тур WTA 2011 | Тур WTA 2012 | Тур WTA 2013 | Тур WTA 2014 | Тур WTA 2015 | Тур WTA 2016 | Тур WTA 2017 | Тур WTA 2018 | Тур WTA 2019 | SR     | W–L   | Win%  |
| ---------------------------------------------- | ------------ | ------------ | ------------ | ------------ | ------------ | ------------ | ------------ | ------------ | ------------ | ------------ | ------------ | ------------ | ------------ | ------------ | ------------ | ------------ | ------------ | ------------ | ------ | ----- | ----- |
| Турніри Великого шолома                        |              |              |              |              |              |              |              |              |              |              |              |              |              |              |              |              |              |              |        |       |       |
| Відкритий чемпіонат Австралії з тенісу         | Q2           | A            | Q2           | A            | Q1           | 2R           | 1R           | 3R           | 2R           | 2R           | 2R           | A            | 1R           | 1R           | A            | A            | 3R           | 1R           | 0 / 10 | 8–10  | 47.1% |
| Відкритий чемпіонат Франції з тенісу           | A            | A            | Q2           | A            | 2R           | 1R           | QF           | 1R           | 2R           | 3R           | QF           | 2R           | 1R           | 1R           | Q2           | A            | 1R           | 4R           | 0 / 12 | 16–12 | 54.1% |
| Вімблдонський турнір                           | A            | A            | A            | A            | 1R           | 2R           | 1R           | 1R           | QF           | 1R           | A            | QF           | 2R           | 1R           | A            | Q2           | 1R           | 2R           | 0 / 11 | 11–11 | 52.6% |
| Відкритий чемпіонат США з тенісу               | Q1           | Q2           | A            | Q2           | 3R           | 1R           | 2R           | 1R           | QF           | 2R           | A            | 3R           | 4R           | 2R           | A            | QF           | 4R           | 2R           | 0 / 12 | 22–12 | 64.3% |
| Перемоги-Поразки                               | 0–0          | 0–0          | 0–0          | 0–0          | 3–3          | 2–4          | 5–4          | 2–4          | 10–4         | 4–4          | 5–2          | 7–3          | 4–4          | 1–4          | 0–0          | 4–1          | 5–4          | 5–4          | 0 / 45 | 57–45 | 55.7% |
| Premier Mandatory & Premier 5                  |              |              |              |              |              |              |              |              |              |              |              |              |              |              |              |              |              |              |        |       |       |
| Qatar Ladies Open / Dubai Tennis Championships | Not Tier 1   | Not Tier 1   | Not Tier 1   | Not Tier 1   | Not Tier 1   | Not Tier 1   | A            | SF           | A            | 3R           | A            | A            | 2R           | 1R           | A            | A            | A            | A            | 0 / 4  | 7–4   | 63.6% |
| Мастерс Індіан-Веллс                           | A            | A            | A            | A            | 1R           | 2R           | 2R           | 3R           | 1R           | 3R           | 2R           | A            | 2R           | 1R           | A            | A            | 2R           | 2R           | 0 / 11 | 10–11 | 33.3% |
| Мастерс Маямі                                  | A            | A            | A            | A            | A            | 3R           | 4R           | 3R           | 1R           | 2R           | 2R           | A            | 3R           | 3R           | A            | A            | 1R           | 1R           | 0 / 10 | 13–10 | 50%   |
| German Open / Мастерс Мадрид                   | A            | A            | A            | A            | A            | 1R           | 2R           | 1R           | A            | 1R           | 1R           | QF           | 1R           | 2R           | A            | A            | A            | A            | 0 / 8  | 6–8   | 42.9% |

### Парний розряд
| Турнір                                 | Тур WTA 2006 | Тур WTA 2007 | Тур WTA 2008 | Тур WTA 2009 | Тур WTA 2010 | Тур WTA 2011 | Тур WTA 2012 | Тур WTA 2013 | Тур WTA 2014 | SR     | W–L   |
| -------------------------------------- | ------------ | ------------ | ------------ | ------------ | ------------ | ------------ | ------------ | ------------ | ------------ | ------ | ----- |
| Відкритий чемпіонат Австралії з тенісу |              | 1R           |              | 1R           | 1R           | 2R           | 2R           |              | 2R           | 0 / 6  | 3–6   |
| Відкритий чемпіонат Франції з тенісу   | 1R           | 1R           | 1R           | 2R           |              | 2R           | 3R           |              | 3R           | 0 / 7  | 6–7   |
| Вімблдонський турнір                   | 1R           | 1R           | 3R           | 3R           | 2R           |              |              |              | 1R           | 0 / 6  | 5–6   |
| Відкритий чемпіонат США з тенісу       | 1R           | 1R           | 1R           | 1R           | 1R           |              |              | 1R           |              | 0 / 6  | 0–6   |
| Перемоги-Поразки                       | 0–3          | 0–4          | 2–3          | 3–4          | 1–3          | 2–2          | 3–2          | 0–1          | 3–3          | 0 / 22 | 14–25 |